# Velike Pece
Velike Pece este o localitate din comuna Ivančna Gorica, Slovenia, cu o populație de 85 de locuitori.